# Sagadahoc County
Sagadahoc County är ett administrativt område i delstaten Maine, USA. Sagadahoc är ett av sexton countyn i staten och ligger i den södra delen av staten. År 2010 hade Sagadahoc County 35 293 invånare. Den administrativa huvudorten (county seat) är Bath. 

## Geografi
Enligt United States Census Bureau så har countyt en total area på 958 km². 658 km² av den arean är land och 300 km² är vatten. Kennebecfloden rinner genom countyt.

### Angränsande countyn
- Kennebec County - nord
- Lincoln County - öst
- Cumberland County - väst
- Androscoggin County - nordväst